# Louise Hersent
Pour les articles homonymes, voir Mauduit et Hersent.
Louise Hersent, née Mauduit en 1784 à Paris et morte dans la même ville en 1862, est une peintre française, peintre d'histoire et portraitiste.

## Biographie

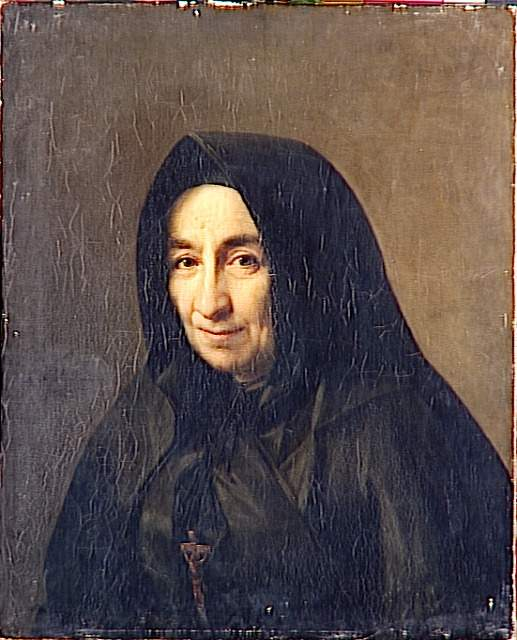
Madame Marie Anne Henriette de Fumel (1747-), Supérieure générale des Dames de l'institution du Saint Enfant Jésus par Louise Hersent (1816).

Fille d'un savant géomètre, (Antoine-René Mauduit, écrivain, mathématicien et professeur au Collège de France), Louise Marie-Jeanne Mauduit fut l'élève du peintre Charles Meynier.
Sa première participation au Salon de Paris date de 1810. Elle y exposera de 1810 à 1824, obtenant des médailles de première classe en 1817 et 1819.
Elle épouse en 1821 Louis Hersent (1784-1862), peintre également et ancien élève de Jacques-Louis David.
Elle ouvre à leur domicile parisien, au no 22 rue Cassette, une école de peinture réservée aux femmes, parmi lesquelles la peintre sur porcelaine Marie-Virginie Boquet (madame Lemaître). Elle en confie la direction à l'une de ses meilleures élèves, Louise Adélaïde Desnos, à qui succède Auguste Galimard (1813-1880). Elle-même et son époux y avaient leur atelier ouvert à leurs élèves. Jeanne Hersent meurt quatorze mois après son époux, le 7 janvier 1862, dans sa résidence du no 22, rue Cassette
Le couple repose à Paris au cimetière du Père-Lachaise (32e division), où leur sépulture est ornée d'un médaillon en marbre blanc et de sculptures en bas-reliefs de François Lanno (1800-1871), représentant les deux artistes et leurs œuvres,.

## Famille[4]
- Parents
  - Père : Antoine-René Mauduit (1731-1815), écrivain, mathématicien et professeur au Collège de France)
  - Mère : Catherine Jeanne Mauduit née Dropsy (naissance en 1750)
- Frère et Sœur
  - Antoine François Mauduit (1775-1854), architecte
  - Catherine Mauduit (naissance en 1782), mariée vers 1805 avec le peintre Antoine Honoré Louis Boizot (1774-1817)
- Époux
  - Louis Hersent (1784-1862), peintre

## Œuvres dans les collections publiques
- Australie

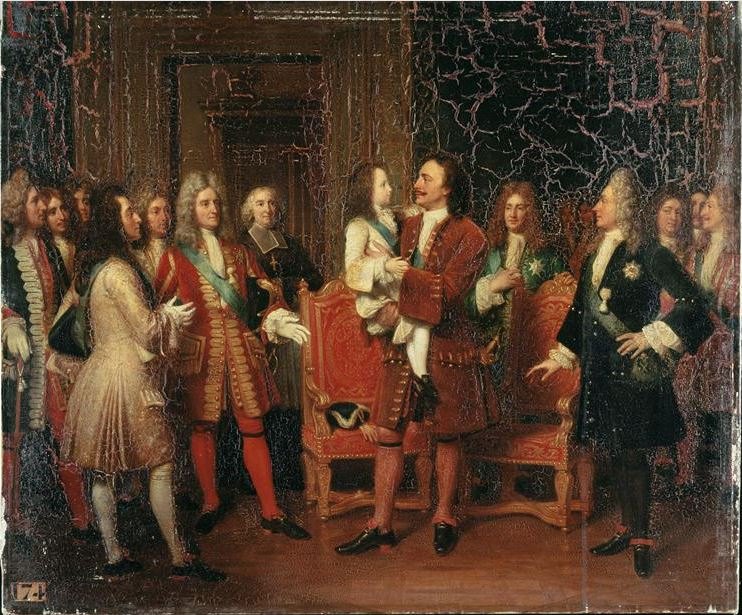
Louis XV enfant visite le Tsar Pierre Ier à l'hôtel de Lesdiguières, le 10 mai 1717, huile sur toile - château de Versailles.

  - Sydney, Art Gallery of New South Wales
    - Portrait d’une jeune femme accoudée à une méridienne, huile sur toile (1828)[5]
- France
  - musée des Beaux-Arts d'Angers
    - Le prophète Elie ressuscitant le fils de la veuve de Sarephta, huile sur toile (1819)[6].

  - Paris
    - musée du Louvre
      - Madame de Fumel, Supérieure générale des Dames de l'institution du Saint Enfant Jésus, huile sur toile (1816)

    - musée Carnavalet
      - Portrait de monsieur Arachequesne, huile sur toile (1830)[7]

  - musée de Dinan
    - Henriette de France, reine d'Angleterre, abordant en France (1819) (dépôt du Louvre)

  - musée des Beaux-Arts de Reims
    - Portrait de femme anonyme, huile sur toile (1812)[8].

  - musée des beaux-arts de Rennes
    - Louis XIV bénissant son arrière-petit-fils, huile sur toile (1824)

  - Versailles, château de Versailles :
    - Louis XV enfant visite le Tsar Pierre Ier à l'hôtel de Lesdiguières, le 10 mai 1717, huile sur toile (1840)
- Grande-Bretagne
  - Barnard Castle, Bowes Museum
    - Portrait d'un garçon en vert, huile sur toile (1815 ou 1819)
    - Portrait de femme, dit portrait de Pauline Bonaparte, huile sur toile (1806)
- Portugal
  - Lisbonne, Museu Nacional de Arte Antiga
    - Nymphe, huile sur toile (avant 1821)[9],[10]